# Софийски песнивец
Софийският песнивец, известен също и като Кукленски псалтир или Софийски псалтир, е среднобългарски ръкопис, създаден през 1337 година по поръчка на цар Иван Александър.
Намерен в Кукленския манастир през 1889 и предаден в Българското книжовно дружество, днес Българска академия на науките, той се пази в библиотеката ѝ под № 2. Неговите 317 пергаментни листа с размер 225 х 165 мм съдържат Псалмите, деветте библейски песни, Символа на вярата и Господнята молитва „Отче наш“, придружени от тълкувания. (Същите тълкувания към Псалмите се намират също в Болонския и Погодинския псалтир.)
Средата на Псалтира е отбелязана с цветна заставка, в която е поместен образ на „Христос по-стар от дните“. Над нея е изписано името на цар Иван Александър, комуто е посветена също обширна похвала в края на книгата (лист 311а-312б).
Два отделени от ръкописа листа се намират в Москва в Държавния исторически музей (собр. Щукина, № 3).

## Изследвания
- Архангельский, А. Болгарский песнивец 1337 года. – Известия Отделения русского языка и словесности императорской Академии наук, 2, 1897, 786 – 794
- Милтенова, А. Тълкуванието на молитвата „Отче наш“ в Песнивеца на Иван Александър. – Acta Palaeoslavica, 2, 2005, 83 – 92
- Мусакова, Е. Кодикологически особености на Песнивеца на цар Иван Александър. – Старобългаристика, 26, 2002, кн. 2, 3 – 33
- Moussakova, E. The Psalter of King John Alexander in Its Slavonic and Byzantine Context. – Scripta & e-Scripta, 10 – 11, 2012, 339 – 354